# Nariño (Antioquia)
Pour les articles homonymes, voir Nariño (homonymie).
Nariño est une municipalité située dans le département d'Antioquia, en Colombie.